# Heinkel He 50
El Heinkel He 50 fue un bombardero en picado alemán originalmente diseñado para la Armada Imperial Japonesa. Sirvió en las unidades de bombardeo en picado de la Luftwaffe durante el período de entreguerras y fue empleado casi hasta el final de la Segunda Guerra Mundial como bombardero de hostigamiento nocturno.

## Diseño y desarrollo
Diseñado para dos requerimientos, una especificación alemana para un bombardero en picado y una de la Marina japonesa. En 1931, la Armada Imperial Japonesa hizo una orden a la Heinkel para un bombardero en picado biplaza capaz de cargar 250 kg de bombas, reforzado para ser lanzado mediante catapulta y que pueda emplear tanto flotadores como ruedas.
En el verano de 1931 se terminó el prototipo Heinkel He 50aW. Era un biplano de construcción mixta. El avión tenía dos flotadores y estaba propulsado por un motor en línea Junkers L5. El motor demostró ser poco potente. Se construyó un segundo prototipo, el He 50aL, que era propulsado por un motor radial Siemens Jupiter VI y tenía un tren de aterrizaje fijo. Se construyó un segundo Heinkel He 50aL y fue redesignado como Heinkel He 50b. Usando al Heinkel He 50b como base, se construyó un tercer prototipo designado Heinkel He 66 para la Armada Imperial Japonesa, que lo empleó como base para el Aichi D1A.
El Heinkel He 50 era un biplano con alas de igual longitud y un fuselaje de sección rectangular con una estructura de tubos de acero soldados, cubierta por listones y planchas de madera hasta obtener una forma ovalada y forrada con tela, excepto en el morro, que estaba cubierto con planchas de aleación ligera. Las alas tenían una estructura de madera y estaban cubiertas de tela, teniendo muy poca divergencia y un ligero barrido, todas ellas equipadas con alerones.
Una corta serie de aviones de reconocimiento Heinkel He 66, propulsados por motores Jupiter, fue suministrada a Japón, donde la empresa Aichi construyó cierto número de ellos. La versión de exportación equipada con motor Bramo fue la He 66B, de la que el gobierno chino compró 12 aparatos.

## Historial operativo
El Heinkel He 50aL fue redesignado como Heinkel He 50V1 y probado ante el Ministerio de Defensa alemán en 1932. Esto dio como resultado una orden de tres aviones de desarrollo y un lote de 60 Heinkel He 50A-1 de serie, que fueron construidos durante el verano de 1933. China hizo una orden de 12 Heinkel He 50A, pero modificados con una cubierta para el motor y designados Heinkel He 66b. Estos aviones fueron confiscados por la Luftwaffe y redesignados como Heinkel He 50B. En 1935, el Heinkel He 50 fue suministrado a la primera unidad de bombardeo en picado de la Luftwaffe, posteriormente equipando de forma parcial otras nueve unidades de bombardero en picado. Sin embargo, el Heinkel He 50 fue rápidamente reemplazado por el Henschel Hs 123 y el Junkers Ju 87, tras lo cual los Heinkel He 50 fueron transferidos a unidades de entrenamiento de bombardeo en picado.
En la primavera de 1943, tras el éxito del 588º Regimiento de Bombardeo Nocturno de la Fuerza Aérea Soviética contra las concentraciones de tropas del Wehrmacht Heer empleando biplanos Polikarpov Po-2 en incursiones de hostigamiento nocturno, los Heinkel He 50 sobrevivientes fueron reunidos de las escuelas de entrenamiento y enviados a las unidades de ataque a tierra nocturno que operaban en el Frente del Este. El Heinkel He 50 fue empleado para llevar a cabo misiones de hostigamiento nocturno en el Frente del Este hasta septiembre de 1944, cuando las unidades fueron disueltas.

## Variantes[2]
Heinkel He 50aW
Primer prototipo hidroavión, propulsado por un motor en línea Junkers L5 de 390 HP, fue severamente dañado en un aterrizaje forzoso.
Heinkel He 50aL
Segundo prototipo con tren de aterrizaje, propulsado por un motor radial Siemens Jupiter VI (Gnome-Rhone/Bristol) de 490 HP.
Heinkel He 50b
Tercer prototipo designado como Heinkel He 66 para su exportación a Japón, se hicieron tres más para ser evaluados en Alemania, propulsado por un motor radial Bramo 322B de 600 HP.
Heinkel He 50A
Bombardero en picado, versión de reconocimiento para la Luftwaffe, 60 unidades construidas.
Heinkel He 50L
Redesignación del Heinkel He 50A, modelo de serie. Heinkel produjo 25 y Bayerische Flugzeugwerke produjo 35, propulsado por un motor radial Bramo 322B de 600 HP.
Heinkel He 66aCh
Se exportaron 12 a China, propulsado por un motor radial Siemens Jupiter VIIF de 480 HP.
Heinkel He 66bCh
Propulsado por un motor radial Bramo 322B, se construyeron 12 para exportarse a China, pero fueron puestos en servicio con la Luftwaffe como Heinkel He 50B, siendo más tarde enviados a Hong Kong y quedando almacenados desde enero de 1936 hasta julio de 1937, cuando fueron transferidos a Pekín para servir de forma limitada en la segunda guerra sino-japonesa.
Aichi D1A1
Algunos aviones de reconocimiento Heinkel He 66 fueron construidos por Aichi en Japón.
Aichi D1A2
Versión mejorada del Aichi D1A1.

## Usuarios
III Reich
- Luftwaffe 60 Heinkel He 50A

 España
- Ejército del Aire de España

- Japón recibió 1 prototipo Heinkel He 50b.

 República de China
- La Fuerza Aérea Nacionalista China recibió 12 Heinkel He 66aCh y 12 Heinkel He 66bCh.

## Especificaciones (Heinkel He 50A)

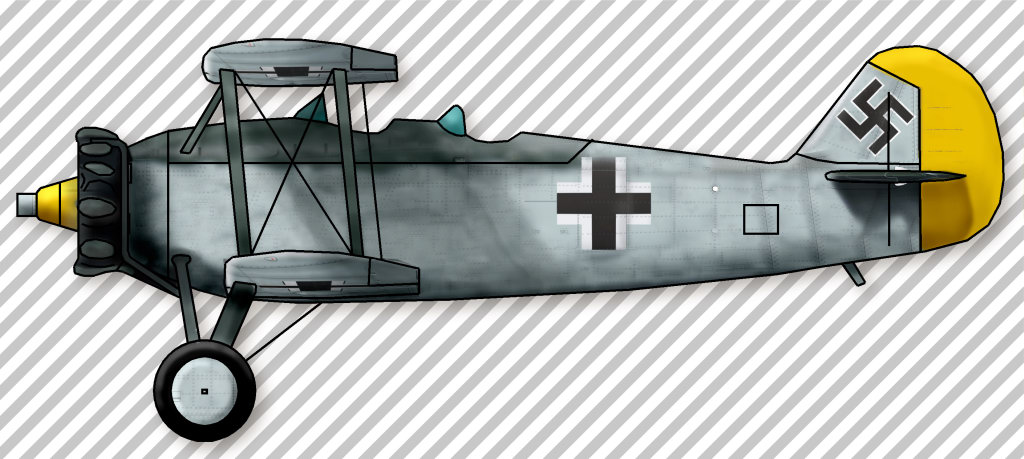
Dibujo de un Heinkel He 50

Referencia datos: German Aircraft of World War II y The Complete Encyclopedia of World Aircraft

### Características generales
- Tripulación: 2 (piloto, observador-artillero)
- Longitud: 9,6 m
- Envergadura: 11,5 m
- Altura: 4,40 m
- Superficie alar: 34,8 m²
- Peso vacío: 1600 kg
- Peso máximo al despegue: 2.620 kg
- Planta motriz: 1× Bramo 322B, radial de 9 cilindros.
  - Potencia: 441 kW (592 HP; 600 CV)

### Rendimiento
- Velocidad máxima operativa (Vno): 235 km/h
- Velocidad crucero (Vc): 190 km/h
- Alcance: 1000 km
- Techo de vuelo: 6.400 m
- Régimen de ascenso: 250 m/minuto

### Armamento
- Ametralladoras: 1× MG15 de 7,92 mm sobre afuste flexible
- Bombas: 250 kg de bombas

### Desarrollos relacionados
- Heinkel He 66
- Aichi D1A

### Aeronaves similares
- Curtiss SBC Helldiver
- Polikarpov Po-2

### Secuencias de designación
- Sistema de designación aeronaves del RLM: ← A 48 · He 49 · Ju 49 · He 50 · A 50 · He 51 · K 51 →

### Listas relacionadas
- Anexo:Aeronaves militares de Alemania en la Segunda Guerra Mundial
- Anexo:Lista de biplanos